# TCDD E4000 sorozat
A TCDD E4000 sorozat egy török 25 kV 50 Hz váltakozó áramú, Bo'Bo' tengelyelrendezésű villamosmozdony-sorozat. A TCDD üzemeltette, jelenleg nem közlekednek. Összesen három db-ot gyártott belőle az Alstom és a Jeumont. Ez a sorozat volt Törökország első villamosmozdony-sorozata.

## Története
1955-ben villamosították az első törökországi vasútvonalat, a Sirkeci és az isztambuli Halkalı közötti 28 kilométeres elővárosi vonalat. A 18 villamos motorvonat leszállítása mellett a TCDD azt szerette volna, hogy az Isztambulba vezető utolsó néhány kilométeren a távolsági vonatokon gőzmozdonyok helyett villamos mozdonyokat használhassanak.
Mivel a vonal, amelyen a mozdonyoknak szolgálatot kellett teljesíteniük, sík volt, és nem tette lehetővé a nagy sebességet, az E4000 egyszerű és konzervatív mozdony volt, amely közvetlen, egyfázisú, közvetlenül a transzformátorból táplált váltakozó áramú motort használt.  A mozdonyok formatervezése az Alsthom Paul Arzens tervei alapján készült, és sokban hasonlít az általuk ugyanebben az időben gyártott mozdonyokra.